# Amasra
Pour les articles homonymes, voir Amastris (homonymie).
Amasra (anciens noms Sesamos puis Amastris) est une ville portuaire de Turquie, située sur la mer Noire dans la province de Bartin, dans l'ancienne région de Paphlagonie. Sa population est de 14 984 habitants.
La ville est aujourd'hui très appréciée pour ses côtes, son cadre naturel et son climat pontique, qui font du tourisme l'activité la plus importante.
Amasra compte deux îles, appelées Nymphées avant 1460 : la plus grande est Büyük Ada (« Grande Île »), tandis que la plus petite est Tavşan Adası (« île des lapins »).

## Histoire
Dans l'antiquité, la ville de Sesamos est mentionnée par Homère. Étienne de Byzance dit qu'elle a été à l'origine appelée Cromna, mais il répète cette indication pour un autre endroit. L'endroit tire son nom de la nièce du dernier roi persan Darius III, nommée Amastris. C'était la femme de Denys d'Héraclée, le tyran d'Héraclée du Pont, et après sa mort, la femme de Lysimaque. Il s'agit de quatre petites colonies Ioniennes : Tion Sesamos, Cytoros, Cromna, qui ont été alliés à Amastris après s'être séparées de Lysimaque pour former la nouvelle communauté d'Amastris, placée sur la petite rivière du même nom ; la ville tire principalement ses richesses du commerce du bois. Au VIIIe siècle, la ville fut la patrie de St-Georges et au XIVe siècle, ce fut un comptoir génois avant de devenir ottomane au XVe siècle, prenant alors le nom d'Amasra en 1460.

## Lieux et monuments
- La mosquée de Fatih, ancienne église
- Le musée de la ville
- Les thermes (hammam) et le théâtre.

## Galerie photographique

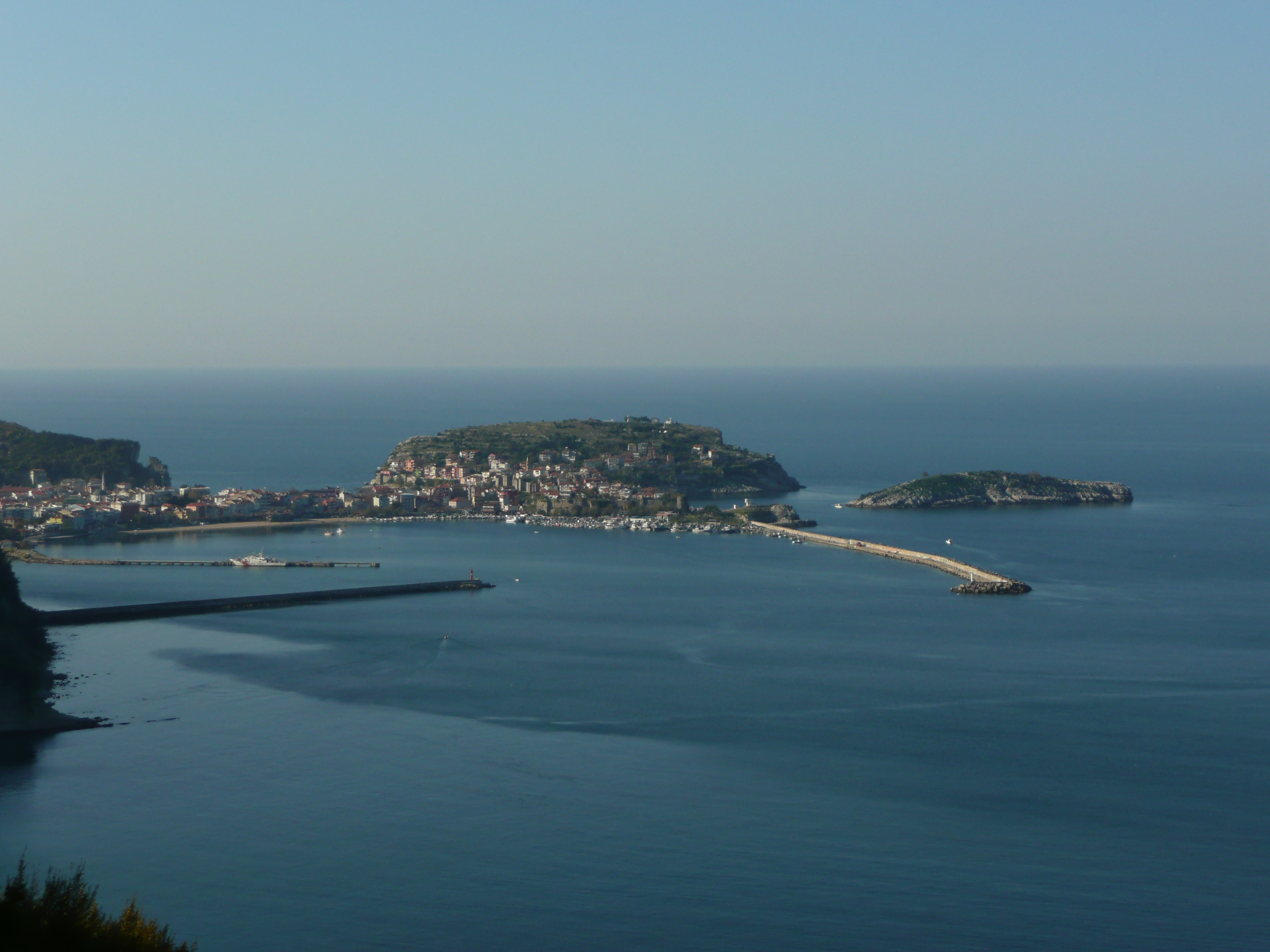
Les îles Nymphées (« Grande île » et « île des lapins »)
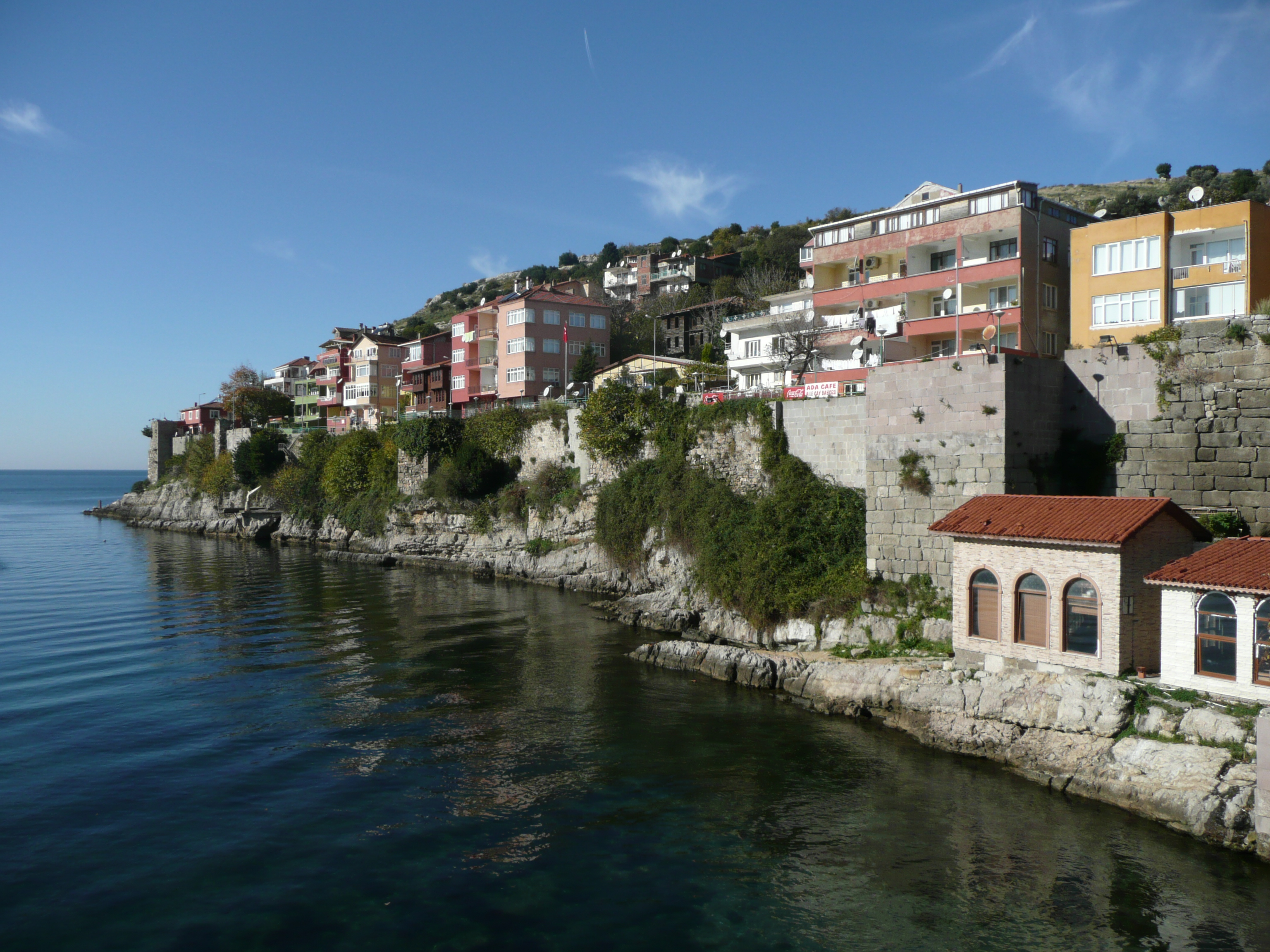
Amasra, vue du pont